# Kirchhof St. Bartholomäus

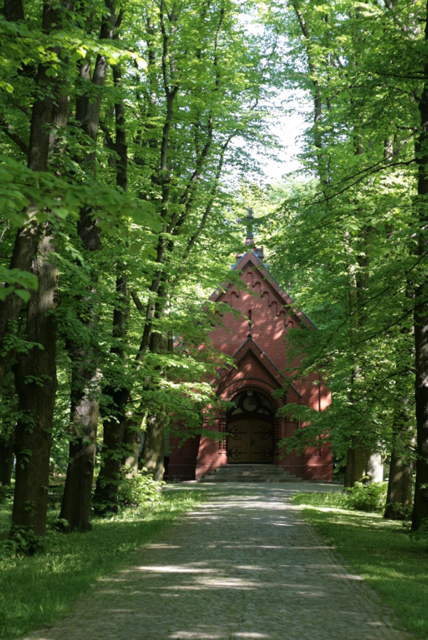
Blick vom Portal zur nördlich gelegenen Kapelle

Der Kirchhof St. Bartholomäus liegt im Berliner Ortsteil Weißensee. Der Friedhof auf über zehn Hektar Fläche besteht seit 1894 und wurde als Alleequartierfriedhof angelegt. Er steht einschließlich Einfriedung, Toranlage, Kapelle, Wohnhaus und Verwaltungsgebäude unter Denkmalschutz. Gut ein Drittel der Fläche ist bewaldet und wird seit 2013 für naturnahe Waldbestattungen genutzt. Er ist der erste und einzige kirchliche Friedhof Deutschlands, der einen Bestattungswald beherbergt. Er wird von der Piesporter, Liebermann- und Perler Straße begrenzt. Sein Haupteingang befindet sich in der Giersstraße 19/21.
Der Kirchhof St. Bartholomäus ist der Friedhof der Evangelischen Kirchengemeinde Am Friedrichshain, er diente früher auch den ausgegründeten Gemeinden Immanuel und Advent-Zachäus als Bestattungsort. Ursprünglich gehörte der Friedhof zur Kirchengemeinde St. Bartholomäus, die zu Beginn des Jahres 2022 mit Advent-Zachäus zur Evangelischen Kirchengemeinde Am Friedrichshain fusionierte.

## Geschichte

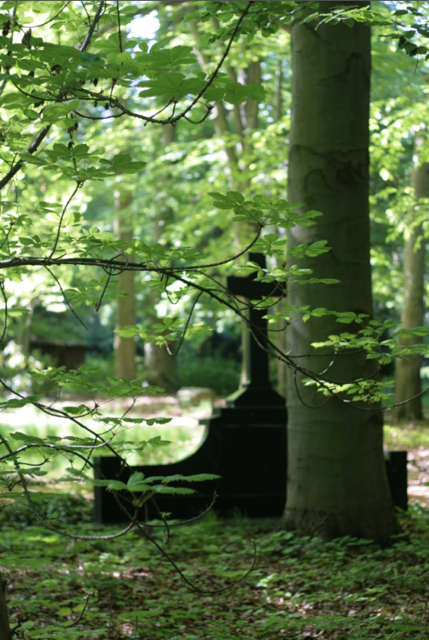
Baum mit altem Grabstein

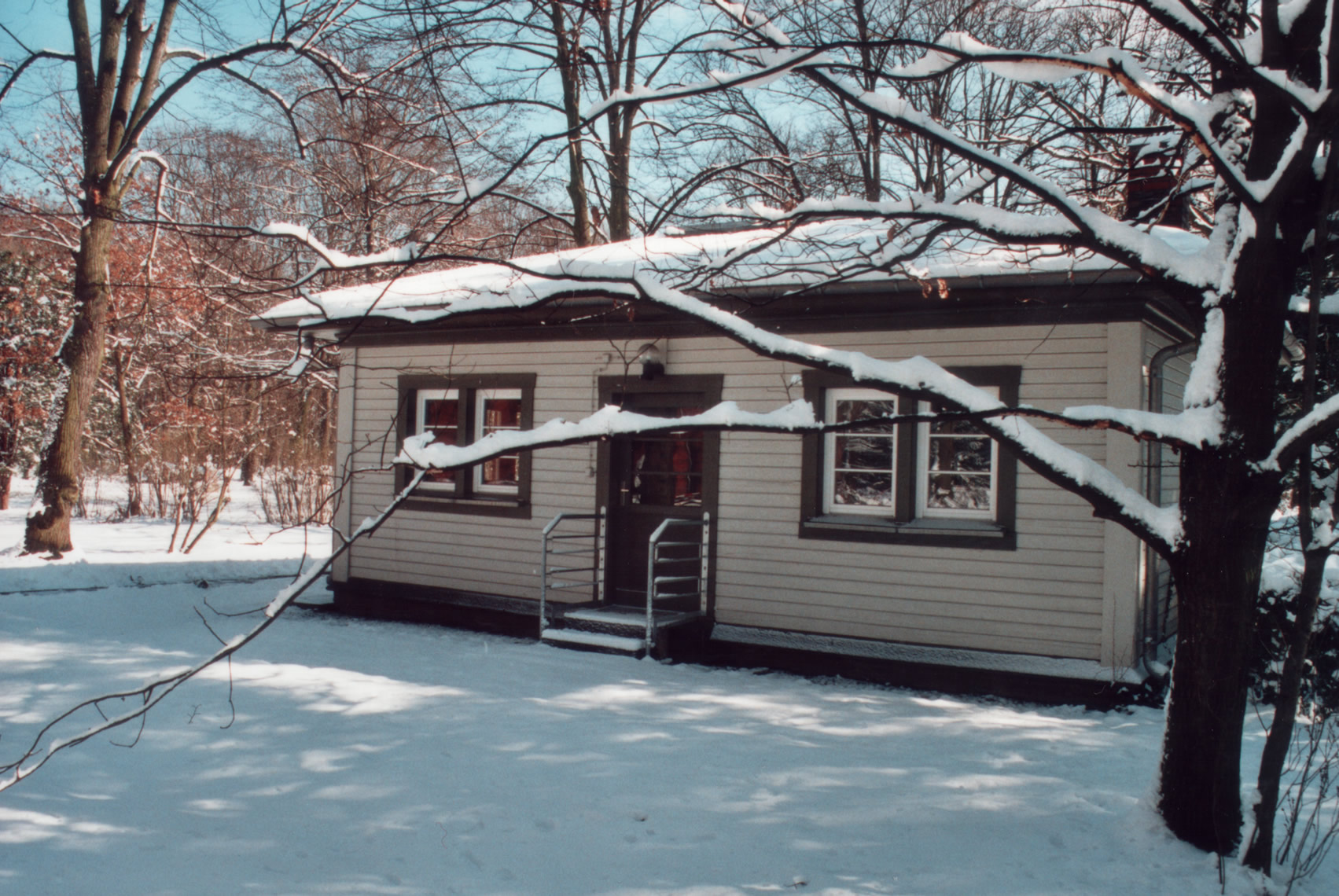
Wartehäuschen vor der Kapelle

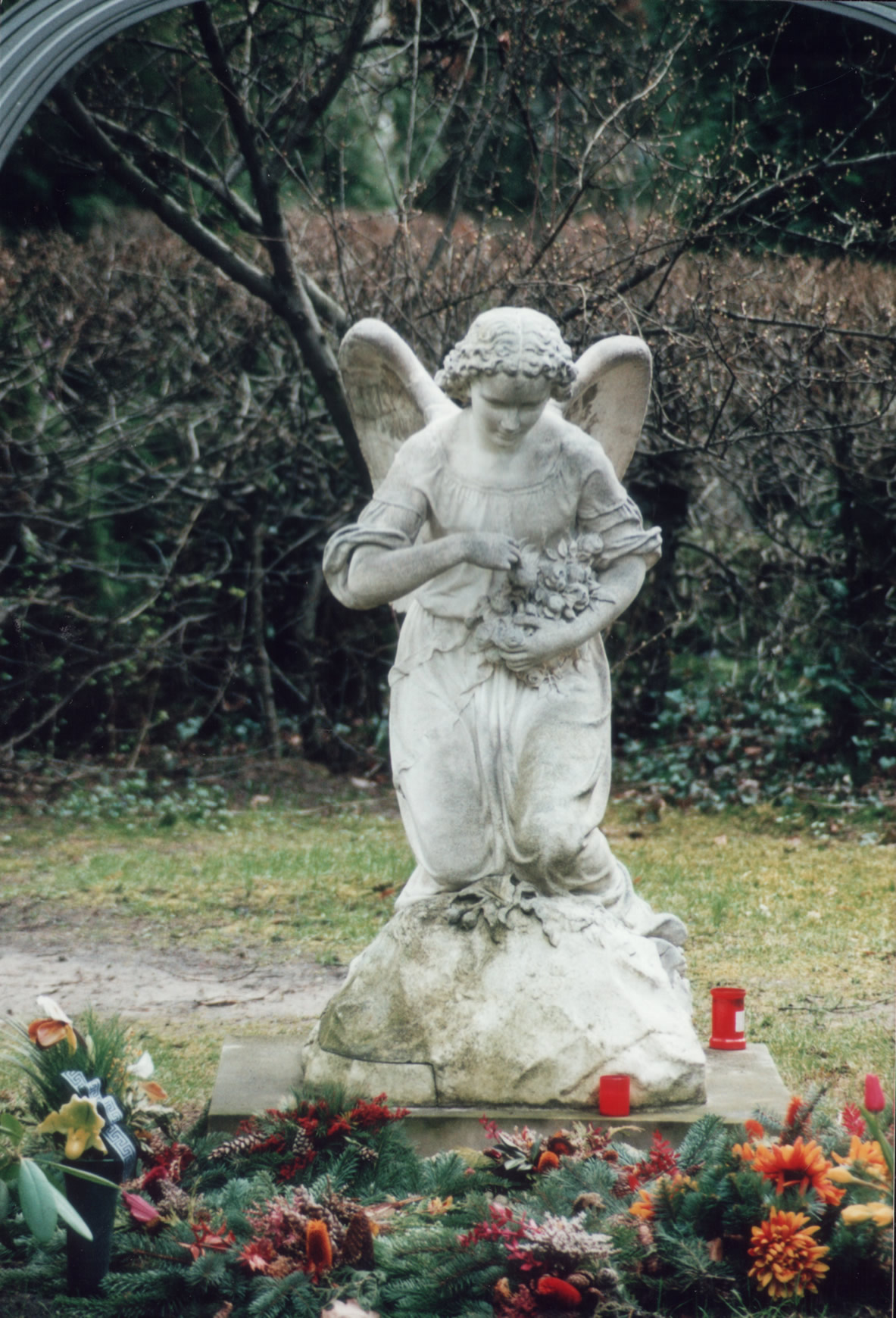
Robert Cauer der Ältere: Rosenstreuender Engel

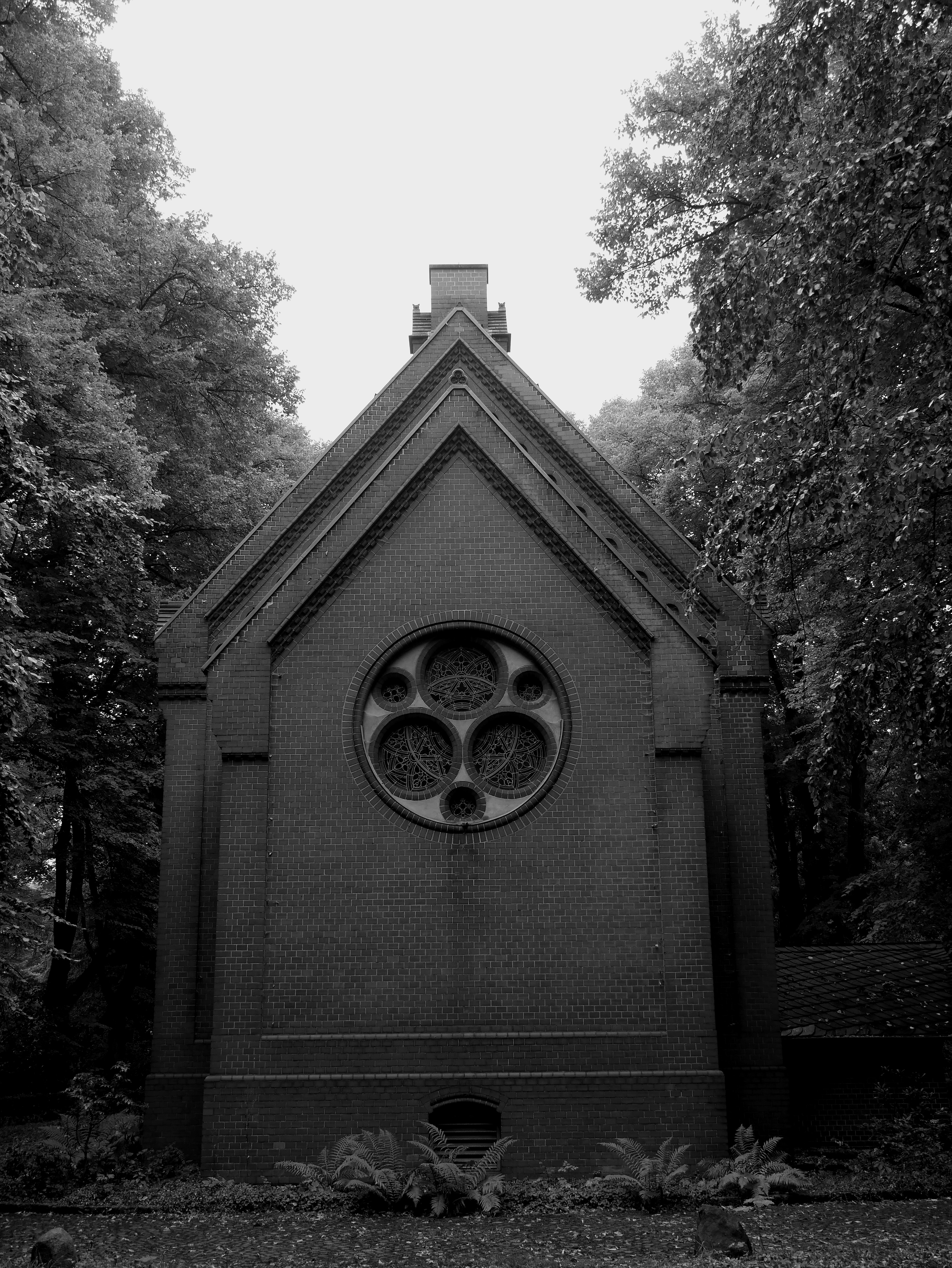
Rückseite der Friedhofskapelle

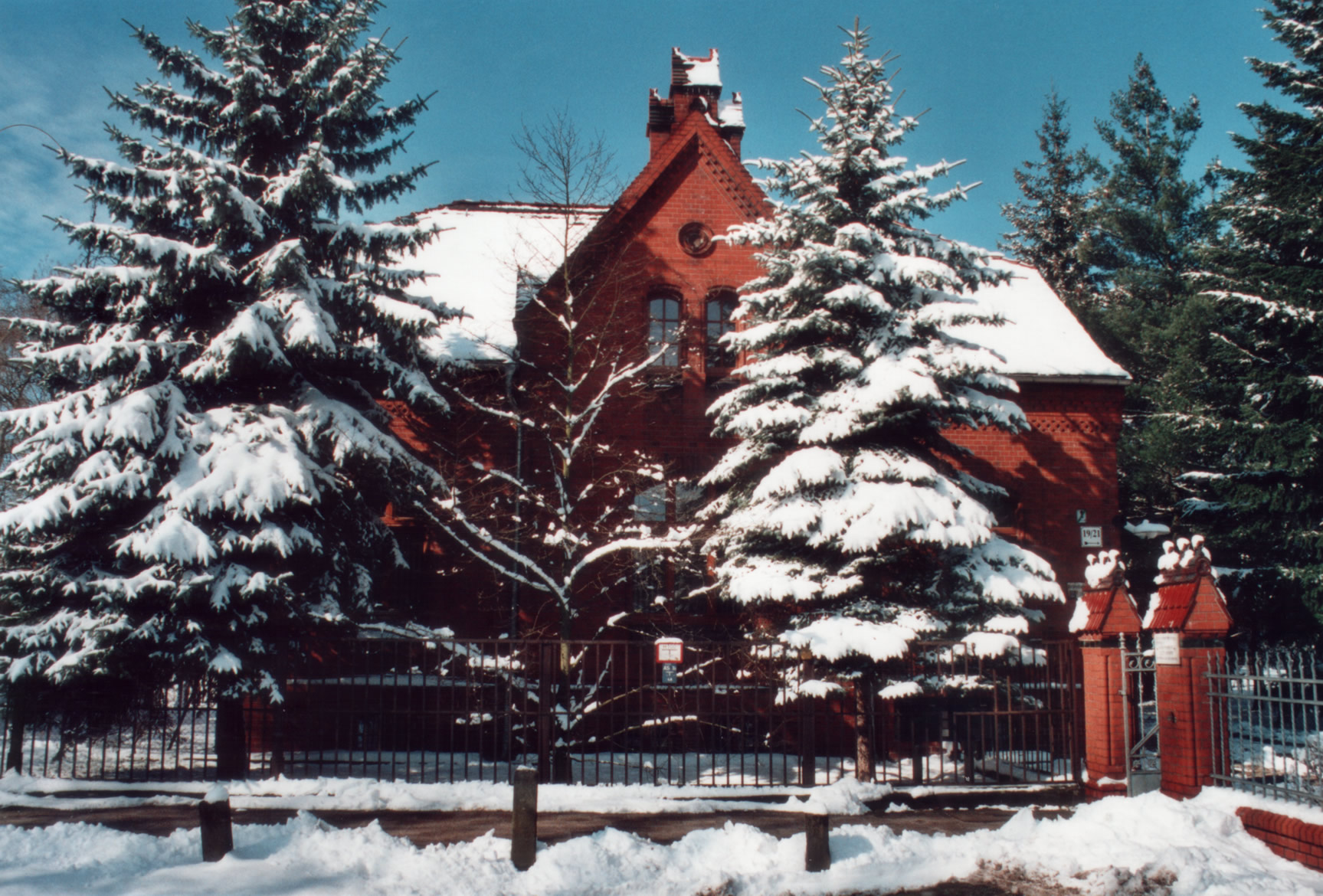
Verwaltungsgebäude

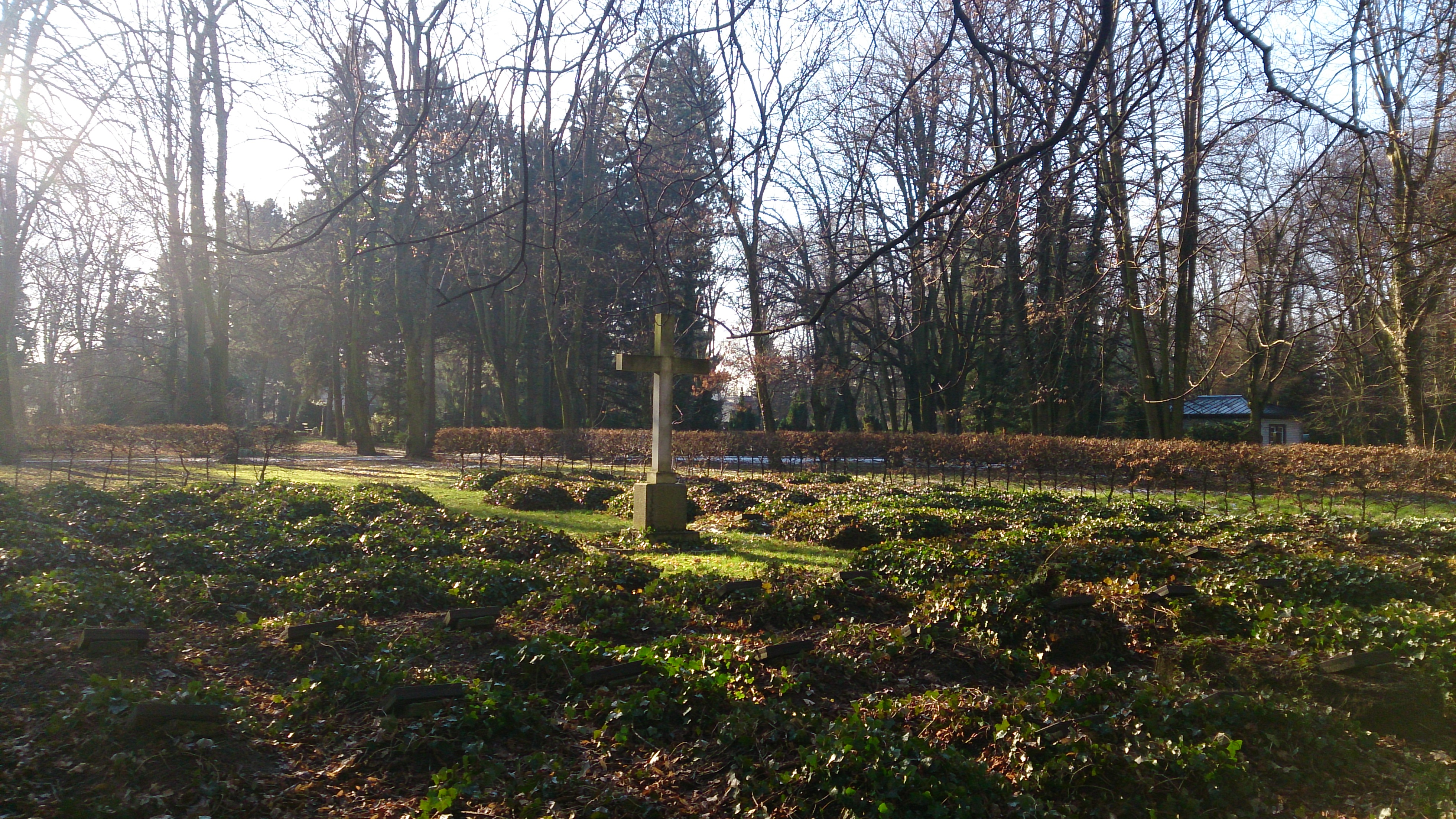
Gedenkstätte für die Opfer von Krieg und Gewaltherrschaft

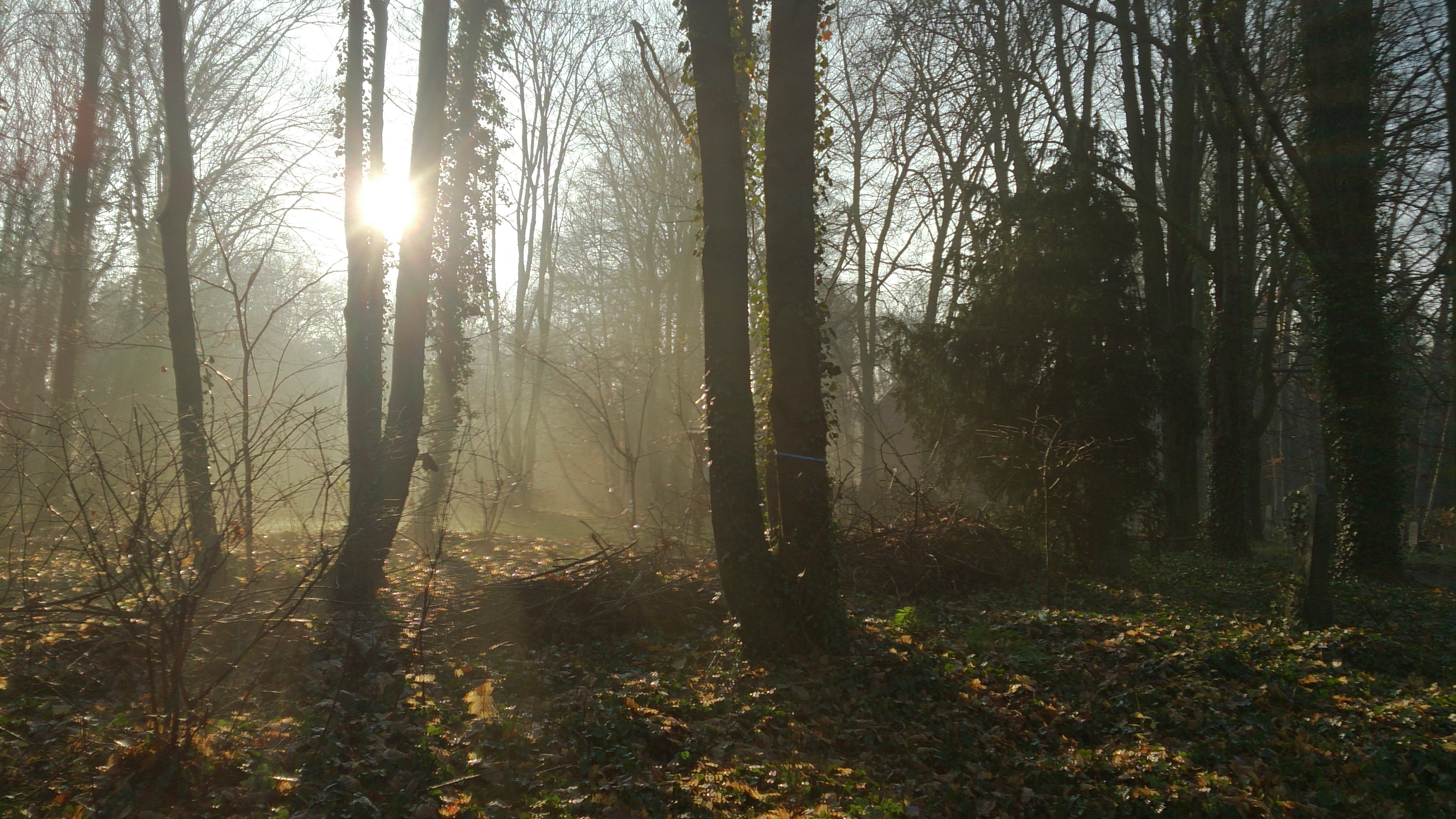
Bestattungswald

Die Gemeinde St. Bartholomäus entstand 1854 als Filialgemeinde von St. Georgen und konnte lange ihre Toten auf den Friedhöfen der Muttergemeinde beisetzen. Wegen des raschen Bevölkerungswachstums in Berlin suchte die Gemeinde schon seit 1875 nach einem eigenen Areal für Bestattungen, aber erst 1892 konnte ein etwa 45 Morgen großes Grundstück an der Chaussee nach Freienwalde in der damals noch selbstständigen Landgemeinde Weißensee erworben werden. 1894 wurde die Anlage nach den Plänen des Regierungsbaumeisters Peters eröffnet. Die Kapelle wurde erst ein Jahr später gebrauchsfertig, das Verwaltungsgebäude folgte 1896.
Im Jahr 1915 fanden die ersten Beisetzungen von Nicht-Gemeindemitgliedern statt. 1917 wurde ein Ehrenhain für die Gefallenen des Ersten Weltkriegs angelegt, 1966 ein freistehender Glockenstuhl nordwestlich neben der Kapelle errichtet.
In den Jahren zwischen 2003 und 2013 wurden künstlerisch gestaltete Brunnenanlagen in verschiedenen Abteilungen des Friedhofs errichtet. Im Urnenhain gestaltete die Künstlerin Renate Wiedemann einen Brunnen aus hellem Tittlinger Granit. 2010 verarbeitete sie dann die Säulenbasis einer historischen Berliner Fassade aus schlesischen Sandstein zu einem Brunnen mit Sitzbank in der Parkabteilung. Die Arbeit mit ehemaligen Fassadenbauteilen setzte der Steinbildhauer Roland Luchmann mit einem weiteren Brunnenbecken aus einer Säulentrommel fort.
Seit 2013 werden – zunächst in Zusammenarbeit mit der Firma FriedWald – Waldbestattungen angeboten. Damit war der Kirchhof Bartholomäus der erste Friedwald auf einem bestehenden Friedhof. Seit November 2017 finden die Waldbestattung in alleiniger Verantwortung des Friedhofs statt.

## Friedhofsanlage
Die seit 1994 denkmalgeschützte Gesamtanlage mit ihren Sichtachsen, dem Ensemble von Kapelle, Portal und Verwaltungsgebäude blieb ohne Umbauten im Originalzustand erhalten.
Die Hauptachse des symmetrisch und orthogonal angelegten Friedhofs beginnt mit der Lindenallee am Haupteingang in der Giersstraße und führt in Richtung Norden vom Portal zur Kapelle. Hinter der Kapelle wird diese Achse heute durch eine dichte Rosskastanienallee bis zum kreisförmig gestalteten Ehrenhain für die Gefallenen des Ersten Weltkriegs verlängert. Der rechteckige, dreiachsige Klinkerverblendbau in neoromanischen Stil bietet Platz für 85 Besucher. Nach einer umfassenden Restaurierung mit Einbau einer Warmluftheizung wurden der Altarbereich mit seiner Ausmalung als Sternenhimmel sowie die Buntglasfenster in ihrer ursprünglichen Farbgebung wiederhergestellt. Das Mobiliar stammt überwiegend aus der Errichtungszeit und ist gut erhalten.

## Ökologische Bewirtschaftung
Im Jahr 1994 wurden alte Abwassergruben zu Niederschlagswasserzisternen umgebaut und dienen mit 36 m³ zur Regenrückhaltung. Die Dachentwässerung nahezu aller Gebäude des Friedhofs ist hier angeschlossen. Verwaltungsgebäude, Wirtschaftshof und Warteraum werden mit eigenem Holz geheizt.
Die Wald- und Grünflächen des Friedhofs werden nachhaltig bewirtschaftet und sind ein Rückzugsort für zahlreiche Tierarten. Neben Rehen haben sich hier Habicht, Bussard und Marderhund angesiedelt. Besonders die am Waldrand entstandenen großflächigen Wildwiesen bieten Insekten, Bodenbrütern und Rehkitzen Schutz. Im nördlich gelegenen Laubwald wachsen außer Linde, Kastanie, Spitz- und Bergahorn mindestens 18 weitere Baumarten: Birke, Eibe, Eiche, Esche, Feldahorn, Hainbuche, Rotdorn, Schwarzkiefer, Serbische Fichte, Stechfichte, Ulme, Vogelkirsche, Waldkiefer, Walnuss, Weißdorn, Weiße Maulbeere, Weymouth-Kiefer  und Zierpflaume. Die Nadelgehölze haben ihr Vorkommen eher auf dem südlichen Teil des Friedhofs. Eine Bestandsaufnahme der Gehölze und Heister ist noch nicht erfolgt.

## Bestattete Persönlichkeiten
- Siegfried Weiß (1906–1989), Mitglied des Berliner Ensembles und DEFA-Schauspieler
- Rainer Kerndl (1928–2018), Schriftsteller und Journalist
- Heinz David (1931–2019), Arzt, Pathologe und Medizinhistoriker
- Walter Scharfenberg (1932–2022), Ökonom und Politiker[7]
- Hans-Georg Kammholz (1935–2000), Kaufmann und Bestatter[8][9]
- Hans-Joachim Krusch (1935–2004), Historiker
- Dagobert Darsow (1944–2021), Posaunist der Modern Soul Band
- Hans Wallbaum (1949–2020), Schlagzeuger bei u. a. Interzone und der Hamburg Blues Band[10]
- Klaus Brasch (1950–1980), Schauspieler
- Klaus Zapf (1952–2014), Umzugsunternehmer
- Michael Voges (1953–2002), Maler und Grafiker
- Peter Brasch (1955–2001), Schriftsteller
- Robert „Rio“ Korn (1969–2021), Sänger der Punkband No Exit
- Thomas Maser (1970–2011), Gitarrist bei u. a. Dirk Zöllner und Dirk Michaelis